# Ectatosticta deltshevi
Ectatosticta deltshevi is een spinnensoort uit de familie Hypochilidae. De soort komt voor in China.